# Guernica
Guernica (dansk og spansk) eller Gernika (baskisk og officielt) (udtales 'Guernica med tryk på første stavelse på dansk; Guer'nica med tryk på anden stavelse på spansk og baskisk) er en by i den spanske del af Baskerlandet i provinsen Vizcaya, omkring 20 km nordøst for Bilbao. Der var ca. 15.000 indbyggere i 2002.
Guernica er en gammel by, som er historisk vigtig. Spanske konger har svoret at respektere særlige love for Vizcaya i byen, og der er afholdt baskiske folkeforsamlinger i byen under en eg (træet døde i 2004). Byen har dermed fået en særlig symbolsk betydning for tilhængere af baskisk selvstyre.
Guernica er også kendt for en tragisk begivenhed i den Spanske borgerkrig. Byen, som kun eller hovedsageligt havde civile borgere, blev 26. april 1937 bombet af fly fra den tyske ekspeditionsstyrke Legion Condor og nærmest jævnet med jorden for at støtte Franco. Ifølge den baskiske regering blev 1.654 mennesker dræbt og 889 såret. Nyere forskning er kommet frem til at mellem 200 og 300 personer omkom, mens Den Store Danske angiver ca. 750 dræbte. Det var første gang en civil by blev totalt ødelagt ved bombning i en krig. Handlingen skabte stor vrede og gav anledning til Pablo Picassos berømte maleri Guernica, som symboliserer krigens rædsler.